# Miłosław (gemeente)
De gemeente Miłosław is een stad- en landgemeente in het Poolse woiwodschap Groot-Polen, in powiat Wrzesiński.
De zetel van de gemeente is in Miłosław.
Op 30 juni 2004 telde de gemeente 10 281 inwoners.

## Oppervlakte gegevens
In 2002 bedroeg de totale oppervlakte van gemeente Miłosław 132,26 km², waarvan:
- agrarisch gebied: 59%
- bossen: 30%

De gemeente beslaat 18,78% van de totale oppervlakte van de powiat.

## Demografie
Stand op 30 juni 2004:
| Omschrijving                   | Totaal | Totaal | Vrouwen | Vrouwen | Mannen | Mannen |
| ------------------------------ | ------ | ------ | ------- | ------- | ------ | ------ |
| eenheid                        | aantal | %      | aantal  | %       | aantal | %      |
| inwoners                       | 10 281 | 100    | 5191    | 50,5    | 5090   | 49,5   |
| bevolkingsdichtheid (inw./km²) | 77,7   | 77,7   | 39,2    | 39,2    | 38,5   | 38,5   |

In 2002 bedroeg het gemiddelde inkomen per inwoner 1254,25 zł.

## Administratieve plaatsen (sołectwo)
Białe Piątkowo, Biechowo, Bugaj, Chlebowo, Czeszewo, Gorzyce, Kębłowo, Kozubiec, Książno, Lipie, Mikuszewo, Nowa Wieś Podgórna, Orzechowo, Pałczyn, Rudki, Skotniki.

## Aangrenzende gemeenten
Dominowo, Kołaczkowo, Krzykosy, Nowe Miasto nad Wartą, Środa Wielkopolska, Września, Żerków

## Galerij

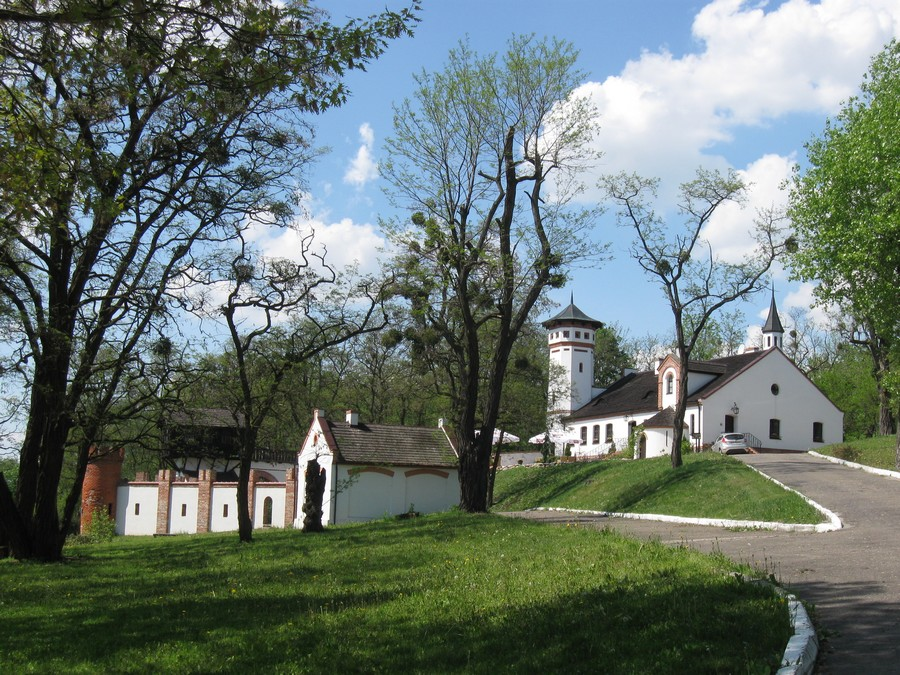
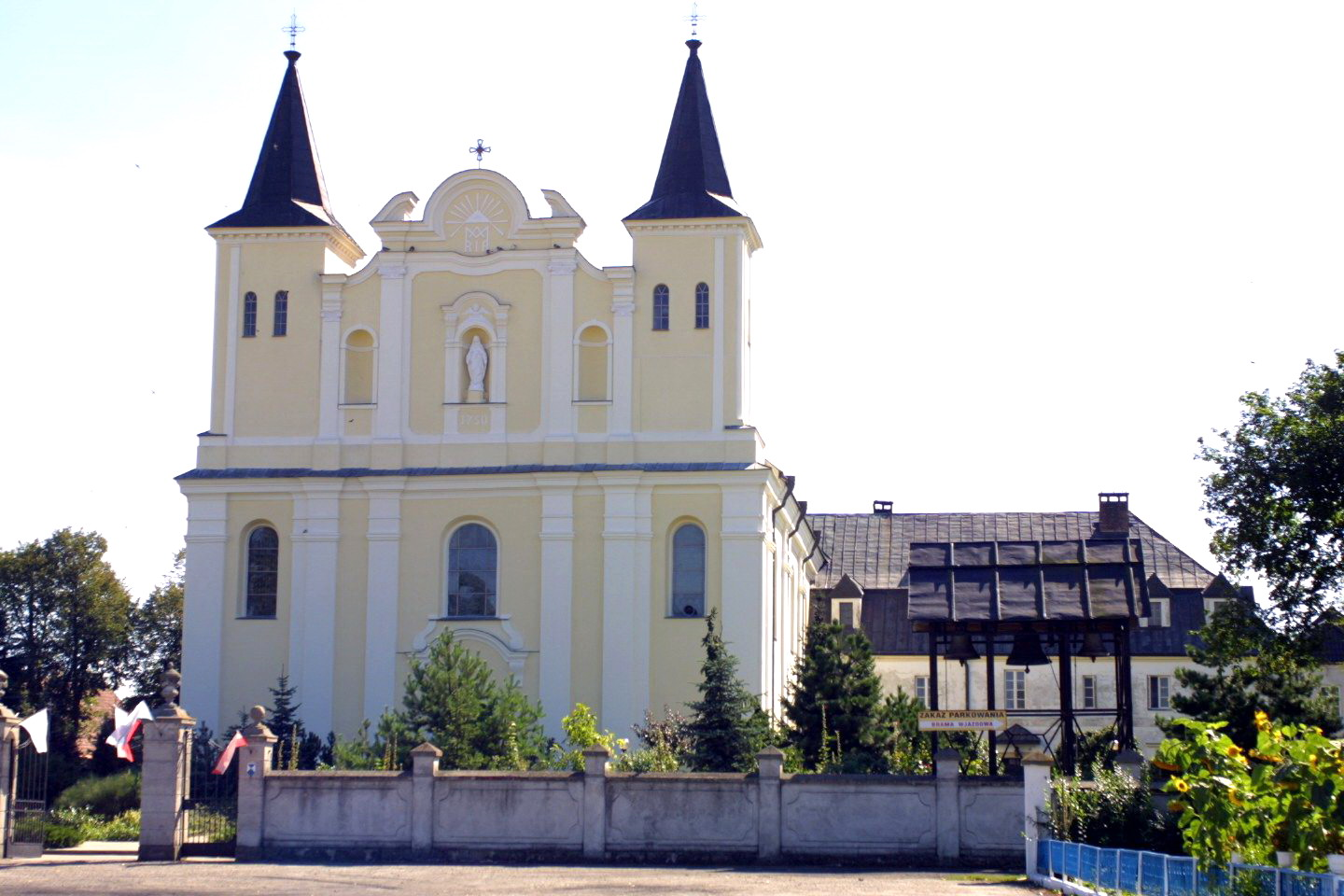
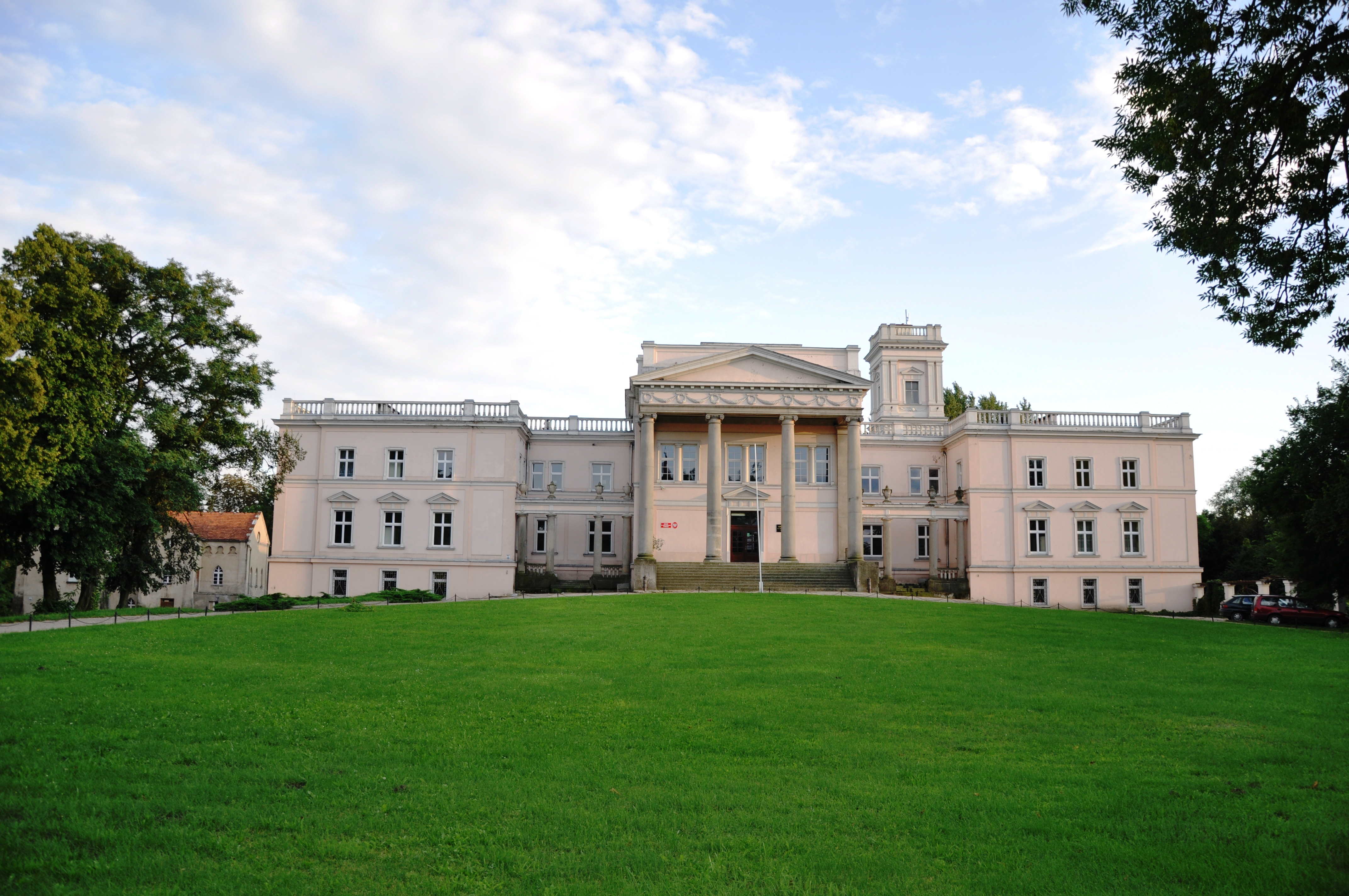